# У туђој кожи
У туђој кожи (шп. Cambio de piel) венецуеланска је теленовела, продукцијске куће RCTV, снимана током 1997. и 1998.
У Србији је приказивана током 1998. и 1999. на телевизији Студио Б, а затим и на осталим локалним телевизијама.

## Синопсис
У туђој кожи је прича о љубави обележеној неспоразумима и осветом. Данијела Мартинез и Хосе Игнасио Кинтана имају веома различите животе. Он је економски добростојећи, вешт и посвећен. Има стабилан брак који функционише без већих проблема упркос тајним неверствима. Међутим, Хосе Игнасио пати јер не може да има децу. Данијела је млада девојка, брзоплета, весела и одлучна, чији је сан да постане велика глумица. У свом трагању упознаје Хосе Игнасија. Међу њима се јавља страсна привлачност, која је осуђена на пропаст. Они су два бића која је привукла љубав, а раставио бол. Као жртва неправде, Данијела ће завршити у затвору за злочин који није починила. Хосе Игнасио се осећа изданим, а сплетом околности и неразјашњених ситуација у Данијелиним очима бива главни кривац за њену несрећу. Годинама касније Хосе Игнасио ће покушати да преболи жену која га мрзи, али страст међу њима створиће неочекиване ситуације и неће утицати само на њих већ на и људе у околини…

## Улоге
| Глумац:                 | Улога:                  |
| ----------------------- | ----------------------- |
| Кораима Торес           | Данијела Мартинез       |
| Едуардо Серано          | Хосе Игнасио Кинтана    |
| Каридад Канелон         | Лејла Дауд              |
| Америка Алонсо          | Амалија Мартинез        |
| Рикардо Бијанчи         | Луис Енрике Арисменди   |
| Катерине Кореија        | Ана Вирхинија Арисменди |
| Лариса Асуахе           | Силвија                 |
| Хосе Габријел Гонсалвес | Маркос Мартинез         |
| Индира Леал             | Карла Ругеиро           |
| Мануел Салазар          | Нестор Молина           |
| Вилем Сталек            | Дијего                  |
| Џесика Браун            | Тулија Мартинез         |